# Vardenafila
Vardenafila é um PDE5 inibidor usado na terapêutica da disfunção erétil (uma das formas da chamada impotência sexual, mas não a única). Pode auxiliar homens com essa disfunção no desenvolver e manter uma adequada ereção durante a atividade sexual.

Desenvolvido pelo Laboratório Farmacêutico Bayer, é comercializado sob o nome comercial Levitra.

## História
A vardenafila foi cocomercializada pela Bayer Pharmaceuticals e GSK, sob a marca Levitra. A partir de 2005, os direitos de co-promoção da GSK no Levitra foram transferidos para a Bayer em muitos mercados fora dos Estados Unidos. Na Itália, a Bayer comercializa o produto Levitra e a GSK, como Vivanza. Devido à legislação de comércio da União Europeia, a importação paralela pode fazer com que pacotes de marca Vivanza sejam visto ao lado de embalagens de Levitra nas farmácias de outros estados membros da UE.

## Uso clínico
Indicações e contraindicações são as mesmas relacionadas a outros inibidores da PDE5. Como um inibidor do PDE5, a vardenafila está intimamente relacionada a sildenafila e a tadalafila, tanto em termos de função quanto de mercado. A vardenafila tem um tempo de efciácia relativamente curto, quando comparada à sildenafila.

### Reações adversas
Reações adversas comuns relacionadas especificamente à vardenafila incluem: náusea.
Reações adversas pouco frequentes incluem: dor abdominal, dor nas costas, fotossensibilidade, visão anormal, dor ocular, edema facial, hipertensão, palpitação, taquicardia, artralgia, mialgia, rash cutâneo, prurido e priapismo. (Rossi, 2004)
O uso de produtos contendo vardenafila também já foi associado com efeitos adversos graves, incluindo o ataque cardíaco. Em casos raros, o uso de vardenafila pode resultar em dano permanente ao tecido peniano e em impotência permanente.
Health Canada (2006)

### Interações medicamentosas
Produtos contendo vardenafila não devem ser utilizados por indivíduos que estejam tomando qualquer tipo de medicação contendo nitrato, pois a combinação destes produtos pode resultar no desenvolvimento de hipotensão potencialmente fatal.

### Contraindicações
- Alergia à vardenafila
- No caso de ter sido desaconselhada a atividade sexual devido a problemas cardíacos
- Falência cardíaca ou angina de peito
- Problemas oculares degenerativos
- Ritmo cardíaco irregular e arritmia grave[1]

### Posologia e modo de uso
Está disponível em comprimidos de cor laranja, em doses de 2,5 mg, 5 mg, 10 mg, e 20 mg.  A dose inicial é normalmente de 10 mg (equivalente q 50 mg de sildenafila). A vardenafila deve ser tomada de 25 a 60 minutos antes da atividade sexual, com uma frequência méxima de uma dose diária.
Em alguns territórios, como o Reino Unido, apenas algumas dosagens podem estar disponíveis. Por exemplo, 5 mg, 10 mg, e 20 mg.